# 라이벌
라이벌(Rival)은 동등 혹은 그 이상의 실력을 가진 경쟁자를 의미하며 적수(敵手), 맞수, 경쟁자라고도 한다.

## 어원
어원은 라틴어로 시내,개천을 의미하는 rivus, 즉 stream이다. 시내, 개천의 자원,통행을 둘러싸고 싸우는 사람들"에서 "하나 밖에 없는 물건을 두고 싸우는 사람들", 혹은 "같은 분야에서 또는 같은 목적을 위해 서로 경쟁하는 맞적수"의 의미로 발전하였다.

## 같이 보기
- 적 (관계)
- 집단역학